# Eichenbühl
Eichenbühl település Németországban, azon belül Bajorországban. Lakosainak száma 2535 fő (2023. december 31.). Eichenbühl Bürgstadt, Miltenberg, Walldürn, Hardheim, Külsheim, Neunkirchen és Freudenberg községekkel határos.

## Népesség
A település népessége az elmúlt években az alábbi módon változott:
| Lakosok száma | 1458 | 2357 | 2680 | 2573 | 2572 | 2545 | 2514 | 2478 | 2522 | 2535 |
|               | 1950 | 1975 | 1987 | 2012 | 2013 | 2015 | 2016 | 2019 | 2021 | 2023 |